# Nupserha yunnana
Nupserha yunnana är en skalbaggsart som beskrevs av Stefan von Breuning 1960. Nupserha yunnana ingår i släktet Nupserha och familjen långhorningar. Inga underarter finns listade i Catalogue of Life.